# Volcán Las Navajas
Volcán Las Navajas är en vulkan i Mexiko.   Den ligger i delstaten Nayarit, i den centrala delen av landet, 600 km väster om huvudstaden Mexico City. Toppen på Volcán Las Navajas är 1 683 meter över havet, eller 519 meter över den omgivande terrängen. Bredden vid basen är 7,5 kilometer.
Terrängen runt Volcán Las Navajas är huvudsakligen kuperad, men söderut är den bergig. Runt Volcán Las Navajas är det ganska glesbefolkat, med 21 invånare per kvadratkilometer. Närmaste större samhälle är Tepic, 17,5 km väster om Volcán Las Navajas. I omgivningarna runt Volcán Las Navajas växer huvudsakligen savannskog.